# Xã Morgan, Quận Scioto, Ohio
Xã Morgan (tiếng Anh: Morgan Township) là một xã thuộc quận Scioto, tiểu bang Ohio, Hoa Kỳ. Năm 2010, dân số của xã này là 2.520 người.